# ジャレン・デュラン
ジャレン・ウィリアム・デュラン（Jarren William Duran, ; 1996年9月5日 - ）は、 アメリカ合衆国カリフォルニア州コロナ出身のプロ野球選手（外野手）。右投左打。MLBのボストン・レッドソックス所属。愛称は"Angry Lizard"（走り方がトカゲに似てることから）

## 経歴
2018年のMLBドラフト7巡目（全体220位）でボストン・レッドソックスから指名され、プロ入り。契約後、傘下のA-級ローウェル・スピナーズでプロデビュー。A級グリーンビル・ドライブでもプレーし、2球団合計で67試合に出場して打率.357、3本塁打、35打点、24盗塁を記録した。
2019年はA+級セイラム・レッドソックスとAA級ポートランド・シードッグスでプレーし、2球団合計で132試合に出場して打率.303、5本塁打、38打点、46盗塁を記録した。7月にはオールスター・フューチャーズゲームのアメリカンリーグ選抜に選出された。オフにはアリゾナ・フォールリーグに参加し、ピオリア・ハベリーナズに所属した。
2020年はCOVID-19の影響でマイナーリーグの試合が開催されなかったため、公式戦の出場は無かった。
2021年は5月のマイナーリーグ開幕からAAA級ウースター・レッドソックスでプレーし、46試合に出場して打率.270、15本塁打、32打点、12盗塁を記録した。7月16日にメジャー契約を結んでアクティブ・ロースター入りすると、翌17日のニューヨーク・ヤンキース戦にて「6番・中堅手」でメジャーデビュー（この試合での結果は2打数1安打、1四球）。7月19日のブルージェイズ戦でMLB初本塁打を記録した。
2023年シーズン開幕前の3月に開催された第5回ワールド・ベースボール・クラシック（WBC）のメキシコ代表に選出された。シーズンの開幕はマイナーで迎えたが、アダム・デュバルのIL入りに伴い、4月17日に昇格した。それ以降は出場選手の地位を確固たるものにし、102試合に出場して打率.295、8本塁打、40打点を記録し、さらに24盗塁を記録した。34本の二塁打はMLB7位、アメリカンリーグ4位だった。
2024年は開幕前のキャンプにおいて、アレックス・コーラ監督より、1番打者での起用を明言された。7月16日にグローブライフ・フィールドで開催されたオールスターゲームに自身初めて選出され、本塁打を記録するなどアメリカン・リーグの勝利に貢献し、オールスターゲームMVPを受賞した。この年は自己最多の160試合に出場し、打率.285、21本塁打、75打点、34盗塁、OPS.834を記録し、二塁打48本、三塁打14本は共にMLB全体1位。オールMLBチームにセカンドチームの外野手として選出され、ア・リーグMVP投票では8位にランクインした。守備では中堅手で89試合、左翼手で71試合に先発出場し、中堅手のゴールドグラブ賞の最終候補にもなった。DRS（守備で防いだ失点）23はメジャー2位であり、補殺12は全外野手の中でトップだった。オフには年俸調停を回避し、1年総額385万ドル+球団オプション1年の契約を結ぶことで合意した。

## 選手としての特徴
スピードとパワーを併せ持つリードオフマン。もとはパワーのない俊足巧打の選手という扱いだったが、2024年シーズンでは一気に長打力が開花し、二塁打48本、三塁打14本は共にMLB全体1位。本塁打も21本を記録した。守備範囲も広く球際にも強いので、2024年は中堅手のゴールドグラブ賞の最終候補にも入った。

## 人物
2024年8月11日のヒューストン・アストロズ戦において、野次を飛ばしてきた観客に対して、同性愛者を侮辱するような内容と共に返答した。この発言により、球団はファンとLGBTQ関係の団体に謝罪を行い、デュランに対しては2試合の出場停止処分を科した。本人も「本当にひどい言葉」を使用したと述べ、「自分がどれだけ多くの人を怒らせ、失望させたか考えるととてもつらい。レッドソックス、そして何よりもLGBTQコミュニティ全体に謝罪する」と謝罪した。
2025年4月、Netflix制作のドキュメンタリー番組『ザ・クラブハウス: 密着! レッドソックス1年の軌跡』内にて、過去にうつ病に苦しみ、自殺未遂に追い込まれたことを告白した。2022年、スタンドからのブーイングや罵声、ソーシャルメディアへの投稿などからうつ症状が悪化し、ライフル銃に弾丸を1発装填し、自殺を図って引き鉄を引いたものの、なぜか発射されなかったという。放送後には「もし私の物語が1人でも誰かの助けになるなら、伝える価値があった」「孤独を感じている人たちに手を差し伸べ、助けることができるというその力こそが私に物語を伝えようという原動力となった」と述べ、メンタルヘルスの重要性について発信した。
2025年4月28日のクリーブランド・ガーディアンズ戦の7回、一塁側内野席の観客がデュランに対して野次を飛ばした。その野次を受けたデュランは一塁側内野席に詰め寄り、激しい口調で抗議を行った。すぐにセダン・ラファエラらチームメイトやコーチ、審判団によって制止されたが、レッドソックスのダグアウトからはデュランを援護するために選手たちが飛び出し、一時乱闘状態のようになった。その後不適切な野次を飛ばした観客は警備員によって退場させられた。ニューヨーク・ポストは野次の内容について、デュランの自殺未遂に関することだと報じている。この観客の一連の行動をガーディアンズ側も問題視し、試合後に謝罪声明を発表した。試合後にデュランは「自分をあんなふうにさらけ出すと、敵にも自分をさらけ出すことになる。でも、僕には素晴らしいサポートスタッフがいて、チームメートやコーチたちもいるし、支えてくれるファンもたくさんいる。だからすごくありがたい」と感謝の言葉を述べた。

## 詳細情報

### 年度別打撃成績
| 年 度    | 球 団    | 試 合 | 打 席 | 打 数 | 得 点 | 安 打 | 二 塁 打 | 三 塁 打 | 本 塁 打 | 塁 打 | 打 点 | 盗 塁 | 盗 塁 死 | 犠 打 | 犠 飛 | 四 球 | 敬 遠 | 死 球 | 三 振 | 併 殺 打 | 打 率 | 出 塁 率 | 長 打 率 | O P S |
| -------- | -------- | ----- | ----- | ----- | ----- | ----- | -------- | -------- | -------- | ----- | ----- | ----- | -------- | ----- | ----- | ----- | ----- | ----- | ----- | -------- | ----- | -------- | -------- | ----- |
| 2021     | BOS      | 33    | 112   | 107   | 17    | 23    | 3        | 2        | 2        | 36    | 10    | 2     | 1        | 0     | 1     | 4     | 0     | 0     | 40    | 1        | .215  | .241     | .336     | .578  |
| 2022     | BOS      | 58    | 223   | 204   | 23    | 45    | 14       | 3        | 3        | 74    | 17    | 7     | 1        | 0     | 1     | 14    | 0     | 4     | 63    | 1        | .221  | .283     | .363     | .646  |
| 2023     | BOS      | 102   | 362   | 332   | 46    | 98    | 34       | 2        | 8        | 160   | 40    | 24    | 2        | 0     | 2     | 24    | 1     | 3     | 90    | 3        | .295  | .346     | .482     | .828  |
| 2024     | BOS      | 160   | 735   | 671   | 111   | 191   | 48       | 14       | 21       | 330   | 75    | 34    | 7        | 1     | 3     | 54    | 1     | 6     | 160   | 6        | .285  | .342     | .492     | .834  |
| MLB：4年 | MLB：4年 | 353   | 1432  | 1314  | 197   | 357   | 99       | 21       | 34       | 600   | 142   | 67    | 11       | 1     | 7     | 96    | 2     | 13    | 353   | 11       | .272  | .326     | .457     | .783  |

- 2024年度シーズン終了時
- 各年度の太字はリーグ最高

### WBCでの打撃成績
| 年 度 | 代 表    | 試 合 | 打 席 | 打 数 | 得 点 | 安 打 | 二 塁 打 | 三 塁 打 | 本 塁 打 | 塁 打 | 打 点 | 盗 塁 | 盗 塁 死 | 犠 飛 | 四 球 | 敬 遠 | 死 球 | 三 振 | 併 殺 打 | 打 率 | 出 塁 率 | 長 打 率 |
| ----- | -------- | ----- | ----- | ----- | ----- | ----- | -------- | -------- | -------- | ----- | ----- | ----- | -------- | ----- | ----- | ----- | ----- | ----- | -------- | ----- | -------- | -------- |
| 2023  | メキシコ | 6     | 5     | 5     | 2     | 0     | 0        | 0        | 0        | 0     | 0     | 2     | 0        | 0     | 2     | 0     | 0     | 2     | 0        | .000  | .000     | .000     |

### 年度別守備成績
| 年 度 | 球 団 | 左翼（LF） | 左翼（LF） | 左翼（LF） | 左翼（LF） | 左翼（LF） | 左翼（LF） | 中堅（CF） | 中堅（CF） | 中堅（CF） | 中堅（CF） | 中堅（CF） | 中堅（CF） | 右翼（RF） | 右翼（RF） | 右翼（RF） | 右翼（RF） | 右翼（RF） | 右翼（RF） |
| 年 度 | 球 団 | 試 合      | 刺 殺      | 補 殺      | 失 策      | 併 殺      | 守 備 率   | 試 合      | 刺 殺      | 補 殺      | 失 策      | 併 殺      | 守 備 率   | 試 合      | 刺 殺      | 補 殺      | 失 策      | 併 殺      | 守 備 率   |
| ----- | ----- | ---------- | ---------- | ---------- | ---------- | ---------- | ---------- | ---------- | ---------- | ---------- | ---------- | ---------- | ---------- | ---------- | ---------- | ---------- | ---------- | ---------- | ---------- |
| 2021  | BOS   | 1          | 1          | 0          | 0          | 0          | 1.000      | 28         | 46         | 1          | 0          | 1          | 1.000      | -          | -          | -          | -          | -          | -          |
| 2022  | BOS   | -          | -          | -          | -          | -          | -          | 51         | 116        | 0          | 0          | 0          | 1.000      | 7          | 16         | 0          | 1          | 0          | .941       |
| 2023  | BOS   | 27         | 32         | 0          | 1          | 0          | .970       | 75         | 136        | 2          | 0          | 1          | 1.000      | 1          | 0          | 0          | 0          | 0          | ----       |
| 2024  | BOS   | 83         | 125        | 4          | 5          | 0          | .963       | 105        | 231        | 8          | 1          | 2          | .996       | -          | -          | -          | -          | -          | -          |
| MLB   | MLB   | 111        | 158        | 4          | 6          | 0          | .964       | 259        | 529        | 11         | 1          | 4          | .998       | 8          | 16         | 0          | 1          | 0          | .941       |

- 2024年度シーズン終了時

### 表彰
- MLBオールスターゲームMVP：1回（2024年）
- オールMLBチーム[25]
  - セカンドチーム外野手：1回（2024年）

### 記録
MiLB
- オールスター・フューチャーズゲーム選出：1回（2019年）

MLB
- MLBオールスターゲーム選出：1回（2024年）

### 背番号
- 40（2021年 - 2022年）
- 16（2023年 - ）

### 代表歴
- 2023 ワールド・ベースボール・クラシック・メキシコ代表